# Затяжний постріл

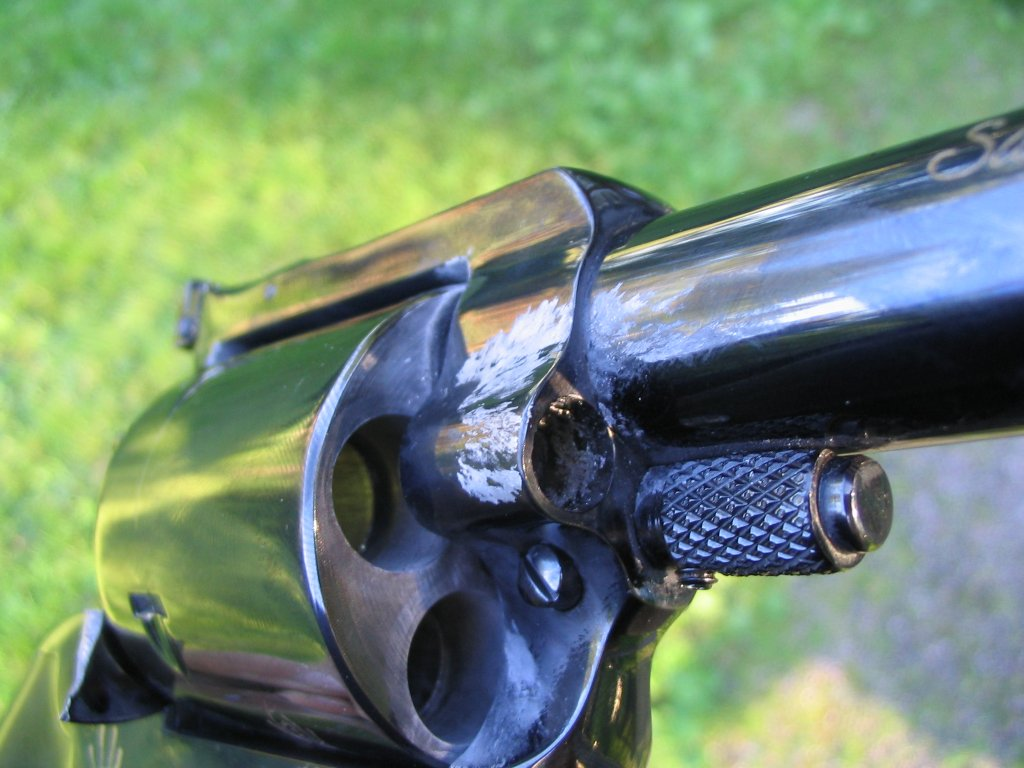
Револьвер, який постраждав від затяжного пострілу

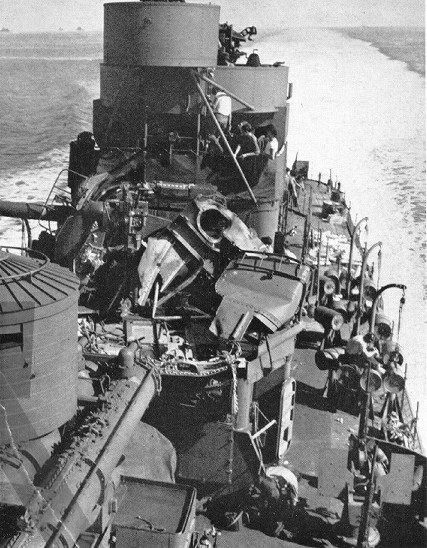
Гармата корабля, яка постраждала від затяжного пострілу

Затяжний постріл — затримка пострілу з вогнепальної зброї або артилерійської гармати після спрацьовування спускового механізму. Відбувається через низьку якість пороху, що може бути викликано як заводським браком, так і порушенням умов зберігання або через порушення роботи запальника. При затяжному пострілі передчасний витяг боєприпасу може привести до його спрацьовування в руках стрільця або розрахунку гармати. Для запобігання цьому в разі ймовірної осічки рекомендується почекати деякий час (різний для кожної зброї), направивши ствол в безпечному напрямку. В артилерійських гарматах передбачаються спеціальні запобіжники. Відкриття затвора допускається після закінчення часу, встановленого інструкцією або, у бойовій обстановці, командиром.
У разі великокаліберних гармат затримка може досягати декількох хвилин, поки заряд не запалиться від нагрітого попередніми пострілами ствола гармати. Затримка досить велика, щоб командир гармати на свій розсуд міг спробувати зробити постріл ще раз, після чого розрахунок гармати залишає гармату і ховається в безпечному місці до ймовірного вибуху (англ. cook-off explosion).
При використанні в авіації кулеметів з синхронізатором затяжний постріл був особливо небезпечний через можливе ушкодження лопатей пропелера, що призвело на початку XX століття до створення спеціальних машин для перевірки патронів на схильність до затяжного пострілу, англ. hang-fire tester.